# Катманду (район)
Катманду (непальск. काठमाडौं जिल्ला) — один из 75 районов Непала. Входит в состав зоны Багмати, которая, в свою очередь, входит в состав Центрального региона страны. Административный центр — столица страны, город Катманду.
Граничит с районом Дхадинг (на западе), районом Нувакот (на севере), районом Синдхупалчок (на северо-востоке), районом Каврепаланчок (на юго-востоке), районами Бхактапур и Лалитпур (на юге) и районом Макванпур зоны Нараяни (на юго-западе). Площадь района составляет 395 км². Это один из 3 районов, расположенных в долине Катманду. Высота территории района изменяется от 1262 до 2732 м над уровнем моря.
Население по данным переписи 2011 года составляет 1 744 240 человек, из них 913 001 мужчина и 831 239 женщин. По данным переписи 2001 года население насчитывало 1 081 845 человек. 80,01 % населения исповедуют индуизм; 15,39 % — буддизм; 2,33 % — христианство и 1,25 % — ислам.